# Claudia Belderbos
Claudia Renate Belderbos (Doorn, 23 de enero de 1985) es una deportista neerlandesa que compitió en remo.
Participó en dos Juegos Olímpicos de Verano, obteniendo una medalla de bronce en Londres 2012, en la prueba de ocho con timonel, y el sexto lugar en Río de Janeiro 2016, en la misma prueba.
Ganó una medalla de bronce en el Campeonato Mundial de Remo de 2009 y tres medallas de plata en el Campeonato Europeo de Remo entre los años 2010 y 2016.

## Palmarés internacional
| Juegos Olímpicos   | Juegos Olímpicos            | Juegos Olímpicos  | Juegos Olímpicos |
| Año                | Lugar                       | Medalla           | Prueba           |
| ------------------ | --------------------------- | ----------------- | ---------------- |
| 2012               | Londres (Reino Unido)       | Medalla de bronce | Ocho con timonel |
| Campeonato Mundial |                             |                   |                  |
| Año                | Lugar                       | Medalla           | Prueba           |
| 2009               | Poznań (Polonia)            | Medalla de bronce | Ocho con timonel |
| Campeonato Europeo |                             |                   |                  |
| Año                | Lugar                       | Medalla           | Prueba           |
| 2010               | Montemor-o-Velho (Portugal) | Medalla de plata  | Ocho con timonel |
| 2015               | Poznań (Polonia)            | Medalla de plata  | Ocho con timonel |
| 2016               | Brandeburgo (Alemania)      | Medalla de plata  | Ocho con timonel |